# Josip Belušić

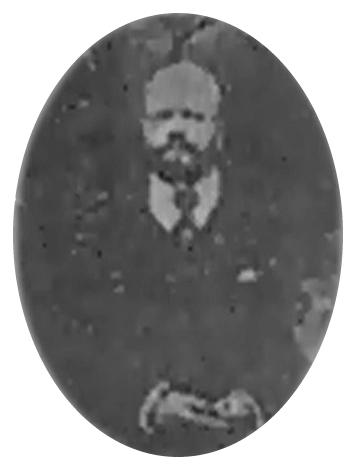
Belušić trong Koper

Josip Belušić, sinh ngày 12 tháng 3 năm 1847 tại Županići, Labin, thuộc Đế quốc Áo (nay là Croatia), mất ngày 8 tháng 1 năm 1905 tại Trieste, là một nhà phát minh người Croatia. Ông được biết đến với việc phát minh ra đồng hồ tốc độ.
Anh ấy sinh ra ở Županići, gần Labin. Anh ấy học ở Vienna. Belušić là giáo sư ở Koper và Trieste. Ông được cấp bằng sáng chế cho đồng hồ tốc độ của mình vào năm 1888 và trình bày nó tại Hội chợ Thế giới năm 1889 ở Paris.